# MycoBank
MycoBank je online webová databáze dokumentující mykologické názvosloví. Záznamy jednotlivých druhů mohou kromě toho obsahovat rovněž popisy jednotlivých druhů a ilustrace. Databázi spravuje Westerdijk Fungal Biodiversity Institute v nizozemském Utrechtu.
Každý návrh na nový záznam nejdříve validují experti na mykologické názvosloví. Poté, co se potvrdí, že navrhovaný název je v souladu s nomenklaturou ICN (International Code of Nomenclature for algae, fungi, and plants), obdrží tento návrh jedinečný kód (MycoBank number). Kód je přidělen ještě předtím, než je tento nově navržený název uznán a publikován jako platný. Tento identifikátor se využívá k citování jména autora publikace, v níž byl tento nově navržený název zaveden. Až po těchto všech krocích je identifikátor navrhovaného názvu zveřejněn v databázi.
Tento postup umožňuje získávat informace o tom, které názvy již byly publikovány jako platné a v kterém roce byly publikovány.
MycoBank je propojena s dalšími významnými mykologickými databázemi jako jsou Index Fungorum, Life Science Identifiers, Global Biodiversity Information Facility (GBIF) a další databázemi. MycoBank je jedna z tří úložišť mykologického názvosloví (nomenklatury) uznávaných komisí Nomenclature Committee for Fungi; další jsou Index Fungorum a Fungal Names.